# Mike Watt
Mike Watt, właśc. Michael David Watt (ur. 20 grudnia 1957, Portsmouth) – amerykański gitarzysta basowy, wokalista i kompozytor. Współzałożyciel i autor wielu utworów zespołów tj.: The Reactionaries, Minutemen, Firehose, Banyan i Dos. Od 2003 członek grupy The Stooges.

## Kariera
Watt urodził się w Portsmouth (Wirginia). Jeszcze jako dziecko przeprowadził się z rodzicami do San Pedro w Kalifornii. Tutaj poznał D. Boona, z którym się zaprzyjaźnił. Obaj zainspirowani ruchem punk wraz z wokalistą Martinem Tamburovichem i perkusistą George’em Hurleyem utworzyli w 1978 grupę The Reactionaries. Po rozpadzie zespołu w 1979 Watt z D. Boonem i Hurleyem utworzyli nową grupę – Minutemen, której kariera trwała do 23 grudnia 1985, kiedy w wypadku samochodowym zginął D. Boon. Śmierć D. Boona mocno odcisnęła się na psychice Watta, który rozważał porzucenie działalności muzycznej. W 1986 pochodzący z Ohio Ed Crawford – zagorzały fan Minutemen, który przy ich piosenkach nauczył się grać na gitarze – zdołał przekonać Watta i Hurleya do stworzenia nowego zespołu. W ten sposób powstało trio Firehose, które jeszcze w tym samym roku zadebiutowało fonograficznie. W międzyczasie Watt utworzył duet Dos (na dwie gitary basowe) z Kirą Roessler (ex – Black Flag), która od 1987 do 1994 była jego żoną. Po rozpadzie Firehose w 1994 rozpoczął karierę solową nagrywając pierwszy album Ball-Hog or Tugboat? (1995) sygnowany własnym nazwiskiem. W tym czasie występował gościnnie z członkami zespołów: Sonic Youth, Beastie Boys, Nirvana, Soul Asylum i Screaming Trees. W 1996 zagrał na płycie Good God's Urge grupy Porno for Pyros. W 1997 nagrał drugi album Contemplating the Engine Room zawierający autobiograficzne wątki, a także utworzył z Stephenem Perkinsem eksperymentalną grupę Banyan. W 2003 został zaproszony przez Iggy’ego Popa do reaktywowanego zespołu The Stooges, w którym zastąpił zmarłego w 1975 Dave’a Alexandera.
W 1981 utworzył razem z D. Boonem i M. Tamburovichem wytwórnię fonograficzną New Alliance Records, którą sprzedali w 1985 Gregowi Ginnowi – właścicielowi SST Records.

## Dyskografia
- Ball-Hog or Tugboat? (1995)
- Contemplating the Engine Room (1997)
- The Secondman's Middle Stand (2004)
- Hyphenated-Man (2011)

### z Minutemen
- Osobny artykuł: Dyskografia Minutemen.

### z Minuteflag
- Minuteflag (1986)

### z Firehose
- Ragin’, Full On (1986)
- If’n (1987)
- Sometimes, Almost Always (1988)
- Fromohio (1989)
- Flyin’ the Flannel (1991)
- Live Totem Pole (1992)
- Mr. Machinery Operator (1993)

### z Dos
- Dos (1986)
- Justamente Tres (1996)
- Dos y Dos (2011)

### z Crimony
- The Crimony E.P. (1988)

### z Banyan
- Banyan (1997)
- Anytime at All (1999)
- Live at Perkins' Palace (2004)

### z The Stooges
- Telluric Chaos (2005)
- The Weirdness (2007)
- Ready to Die (2013)

### ze Steve’em Mackayem
- Sometimes Like This I Talk (2011)
- North Beach Jazz (2011)

### z The Hand to Man Band
- You Are Always on Our Minds (2012)

### z Anywhere
- Anywhere (2012)

### z Il Sogno Del Marinaio
- La Busta Gialla (2013)

### z CUZ
- CUZ (2014)